# City-Nord-Park

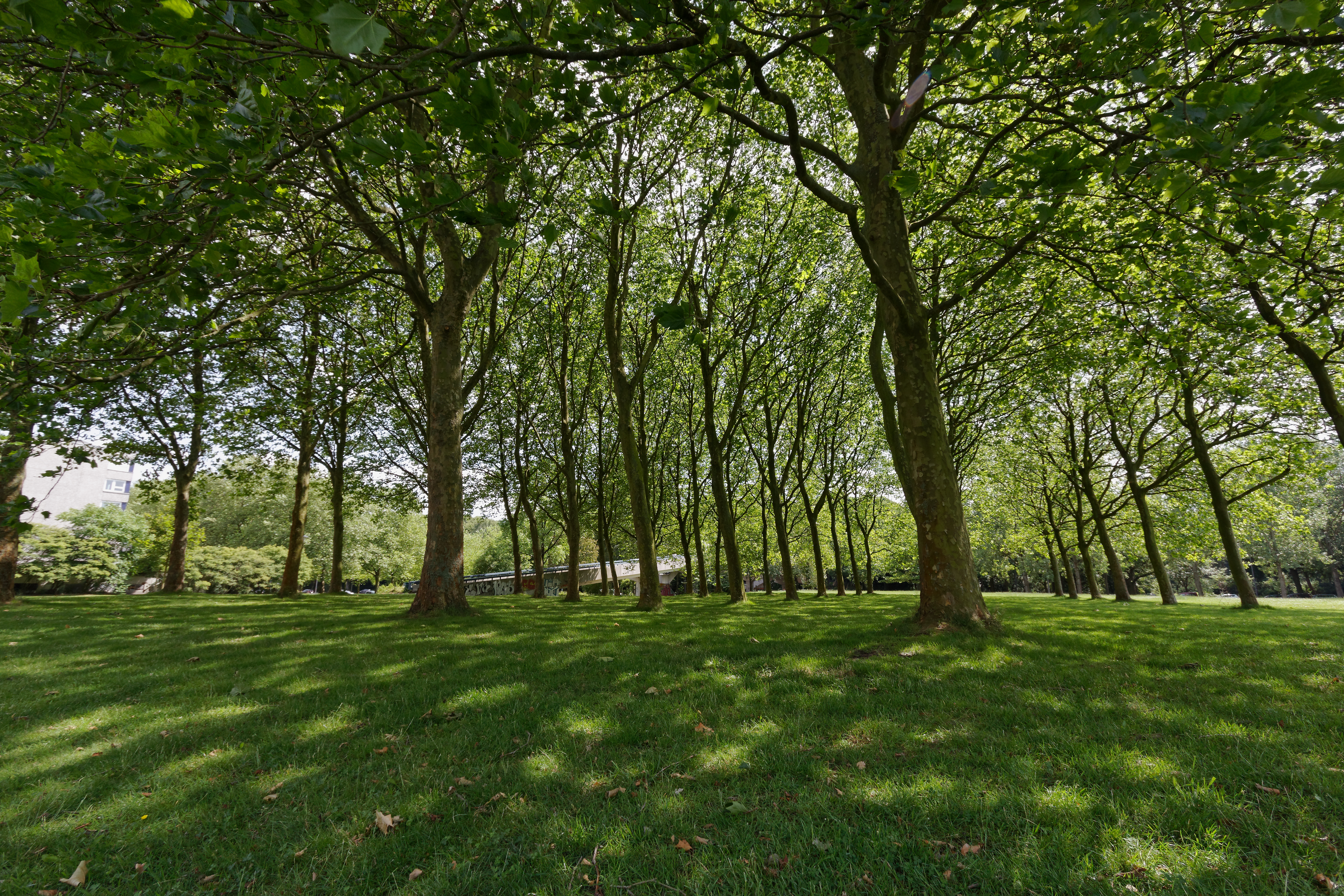
Platanenwäldchen am Jahnring

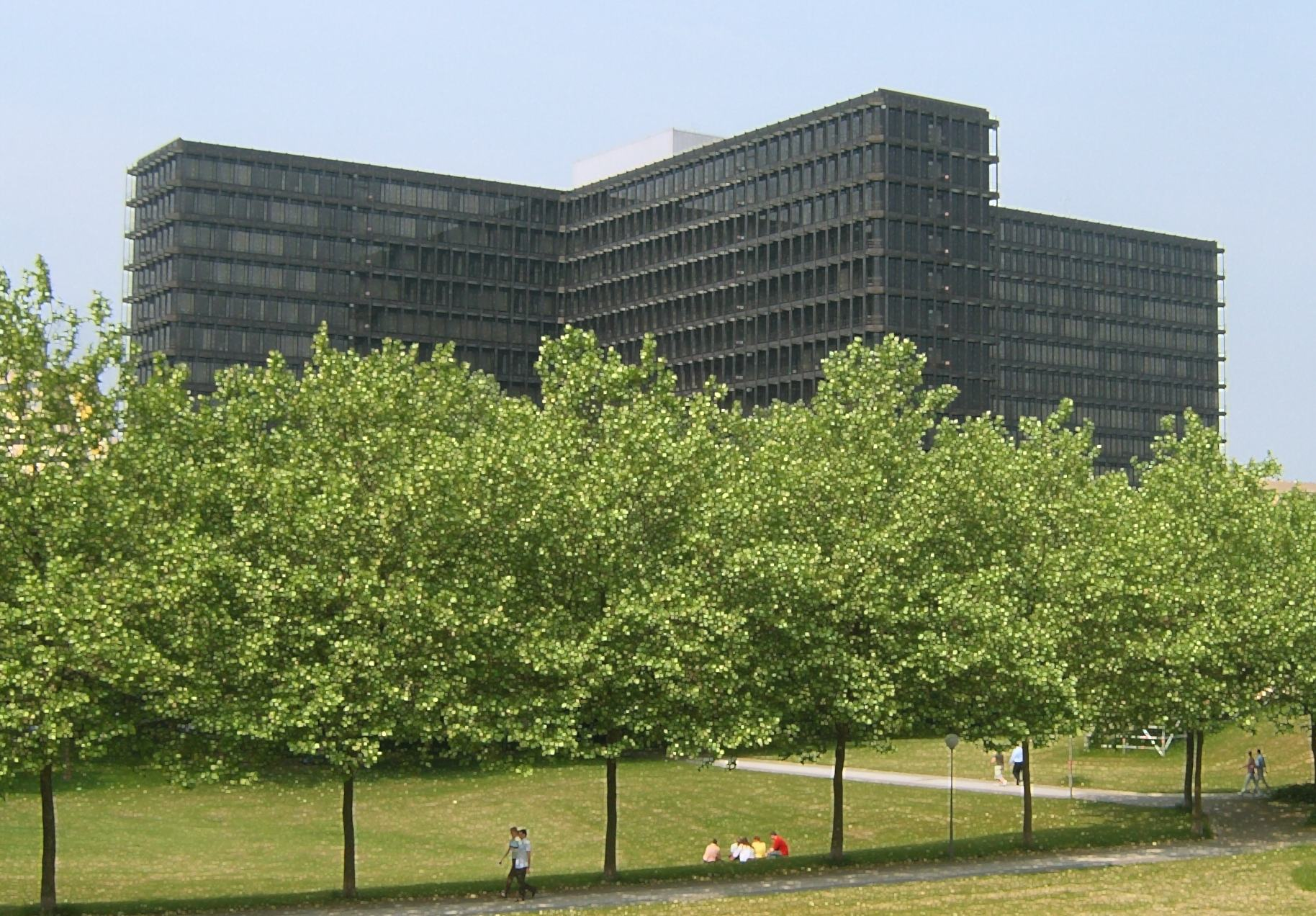
Wiesenfläche mit Platanenreihe und Bürogebäude im Hintergrund

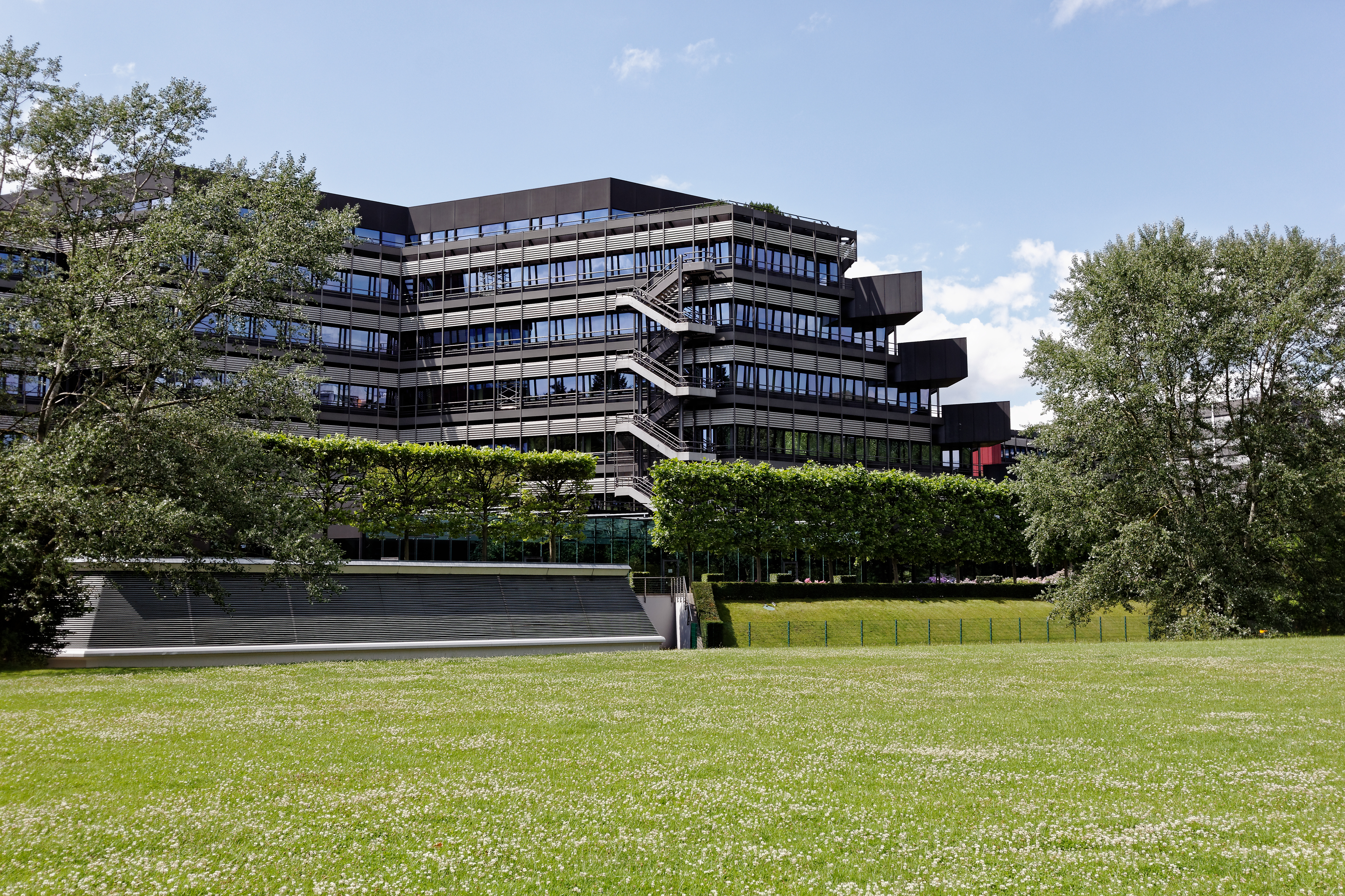
Wiesenfläche im südlichen Teil mit Bürogebäude

Der City-Nord-Park ist ein denkmalgeschützter Park in Hamburg. Der Charakter des Parks wird durch die Lage zwischen den Bürohäusern der namensgebenden City Nord bestimmt.

## Lage
Der Park bildet die zentrale Grünachse des Bürohausviertels City Nord im Hamburger Stadtteil Winterhude. Er hat eine langgestreckte Nord-Süd ausgerichtete grob rechteckige Form mit einer Fläche von ca. 100.000 m². Er stellt eine Verbindung zwischen der City Nord und dem Hamburger Stadtpark dar, zusammen mit einem Netzwerk von Rampen und Brücken soll er auch als Verteiler für den Fußgängerverkehr innerhalb des Bürohausviertels dienen und diesen vom unmittelbaren Straßenniveau trennen.

## Geschichte
Von Beginn der Planung war die City Nord als "Bürostadt im Grünen" geplant, daher nahm man die Grundstruktur des Parks bereits in das erste Planungsmodell von 1959 auf und betrachtete ihn später als wesentlichen Bestandteil aller Durchführungspläne. Die vorgesehene Hauptstraße, der heutige Überseering, sollte in einem Bogen um die zentrale Grünfläche herum gelegt werden.
Im Rahmen der konkreten Planung der City Nord wurden drei Gutachten zur Gestaltung der Grünflächen vorgelegt, von denen die Hamburger Baubehörde 1965 das des Gartenarchitekten Günther Schulze zur Umsetzung auswählte. Schulze sah zur Architektur der umgebenden Bürobauten passende Freiflächen mit repräsentativem Charakter vor und plante den Park in Verbindung mit der Straßen- und Fußwegegestaltung. Er verzichtete auf Nadelhölzer und Sträucher und wählte Platanen und Ahorn als wichtigste Baumarten. Alle Parkbäume ordnete er in Gruppen mit geometrischen Begrenzungen an. Ebenso verzichtete er konsequent auf Zäune und verließ sich bei der Gestaltung vollkommen auf eine klare Wegeführung und zusammenhängende Wiesenflächen. Abgrenzungen und Gliederungen des Areals sollten nur durch maximal 60 cm hohe Betonmauern erfolgen. Schulze wollte diese Elemente noch durch eine große Wasserfläche mit einem Wasserfall an der Fassade des südwestlichsten Bürokomplexes ergänzen. Alle geplanten Wasserflächen wurden in den 1970er-Jahren aufgrund der hohen Kosten gestrichen. In einer Überarbeitung des Entwurfes wählte er danach geometrische Bodenwellen um das Gelände weiter zu strukturieren.
Das gewünschte Wasserbecken beeinflusste über 10 Jahre lang die Planung der Verbindungswege zwischen Park, Bürogebäuden und Stadtpark. Breite und offene Zuwege und eine großzügige Anbindung an den Stadtpark waren nicht vorgesehen. Bis heute ist der Übergang vom Stadtpark sinnvoll nur durch eine Fußgängerbrücke möglich. Von Wohngebieten ist der Park durch den Überseering und die Bürobauten getrennt.
Bis in die 1990er-Jahre wurde die Pflege des Parks auf das notwendige Minimum beschränkt. Notwendiger Baumschnitt fand nur selten statt, die ursprünglichen Rosenbeete wurden entfernt. So verlor der Park zunehmend für Einzelbesucher an Attraktivität. In den 2000er-Jahren erfolgte zunächst ein Ideenwettbewerb zur Umgestaltung, dessen Ergebnisse allerdings nie umgesetzt wurden. Seit 2009 wird bei der Pflege des Parks darauf geachtet, den ursprünglichen Zustand zu bewahren, er wird vom zuständigen Bezirksamt als „bedeutsame Grünplanung der sechziger und siebziger Jahre, in ihren Grundzügen gestalterisch hochwertig und gartenkunstgeschichtlich achtenswert“ charakterisiert.

## Ausstattung
Der Park besitzt eine große Wiese im südlichen Bereich und eine kleinere im nördlichen Bereich, er ist durchgängig mit in Gruppen angeordneten Sitzbänken versehen. Seit 2012 zieht sich eine Disc-Golf-Anlage mit 14 Bahnen durch alle Teile des Parks.

## Fotografien und Karte
Koordinaten: 53° 36′ 8″ N, 10° 1′ 18″ O

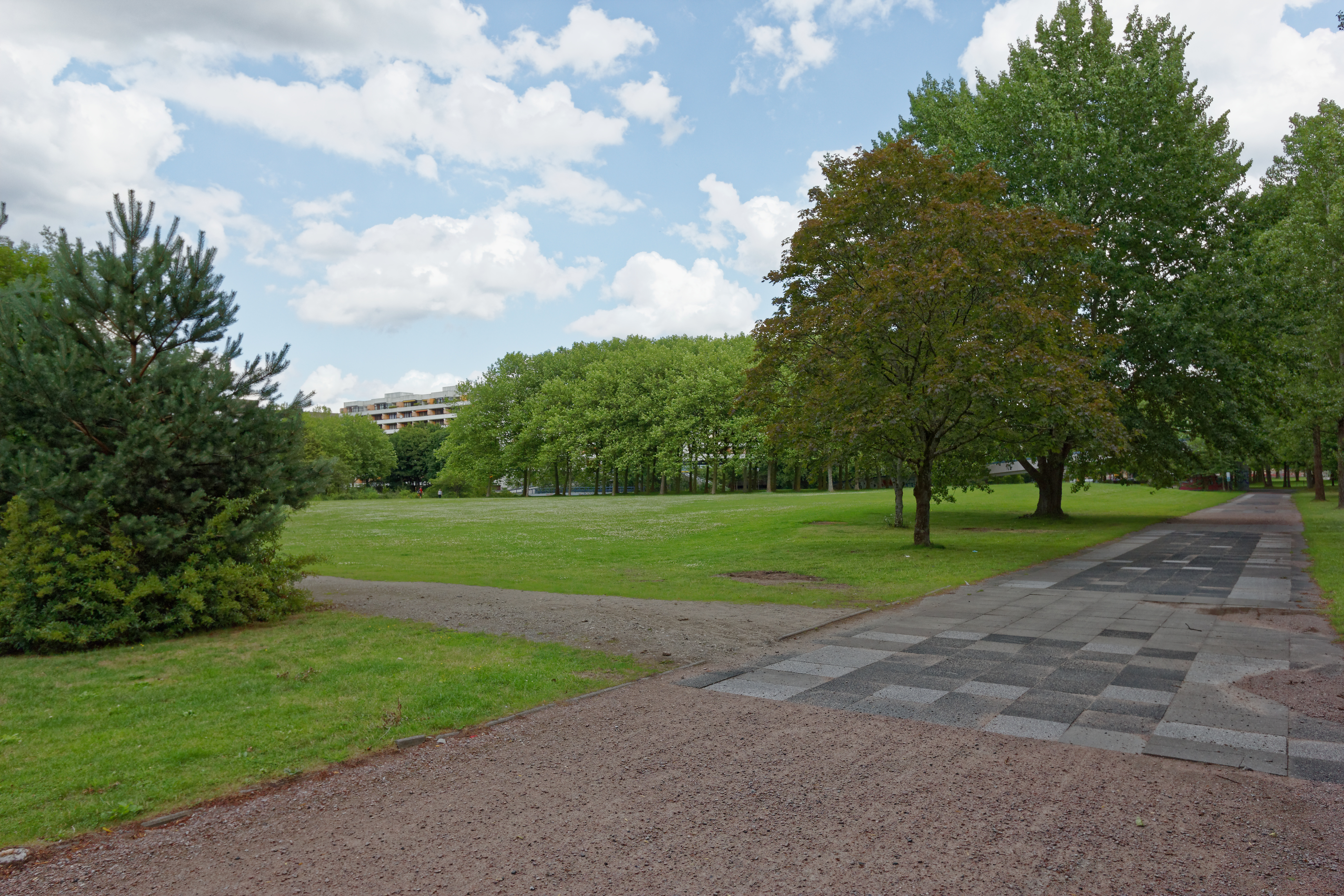
Südwestlicher Zugang am Jahnring
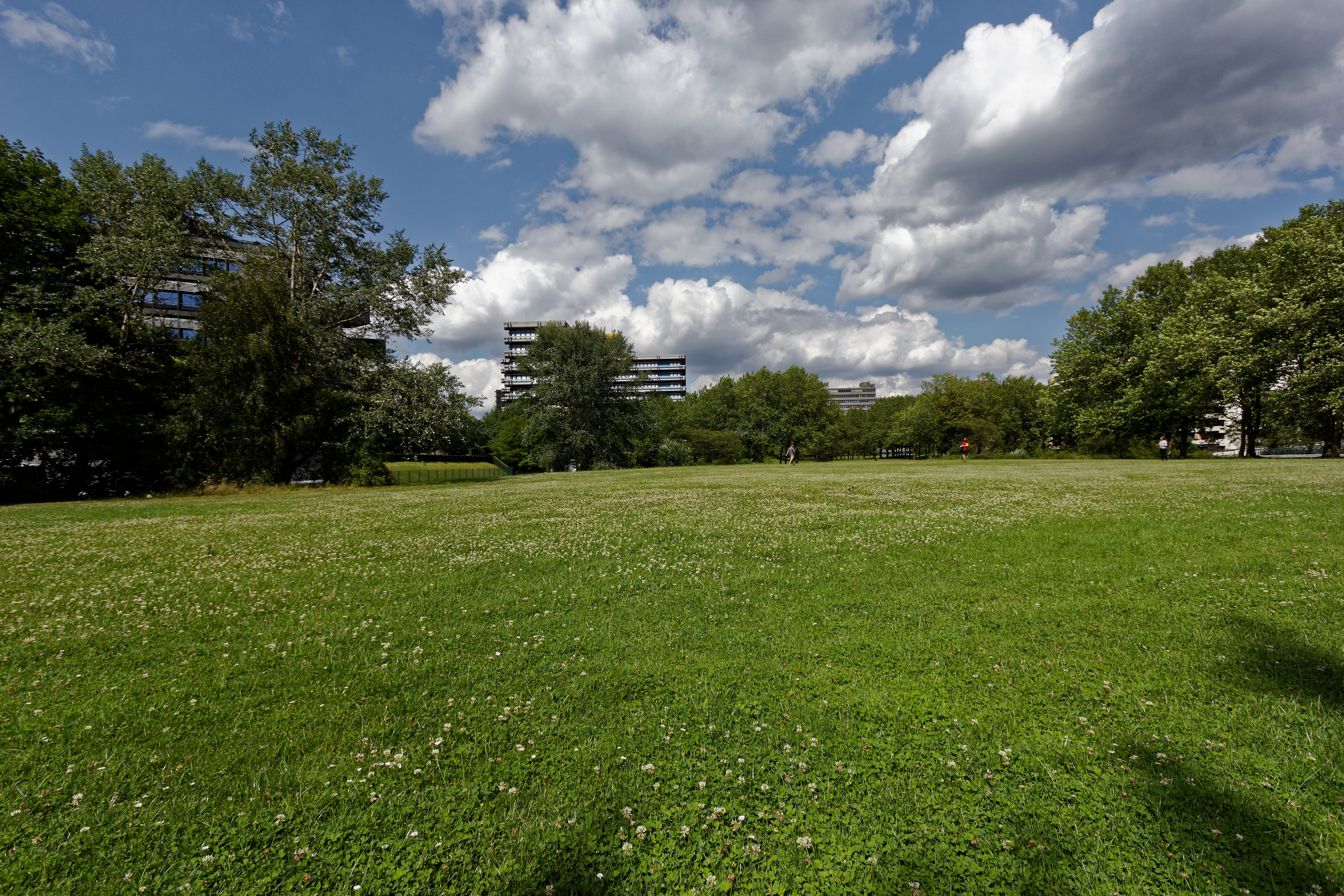
Hauptwiese
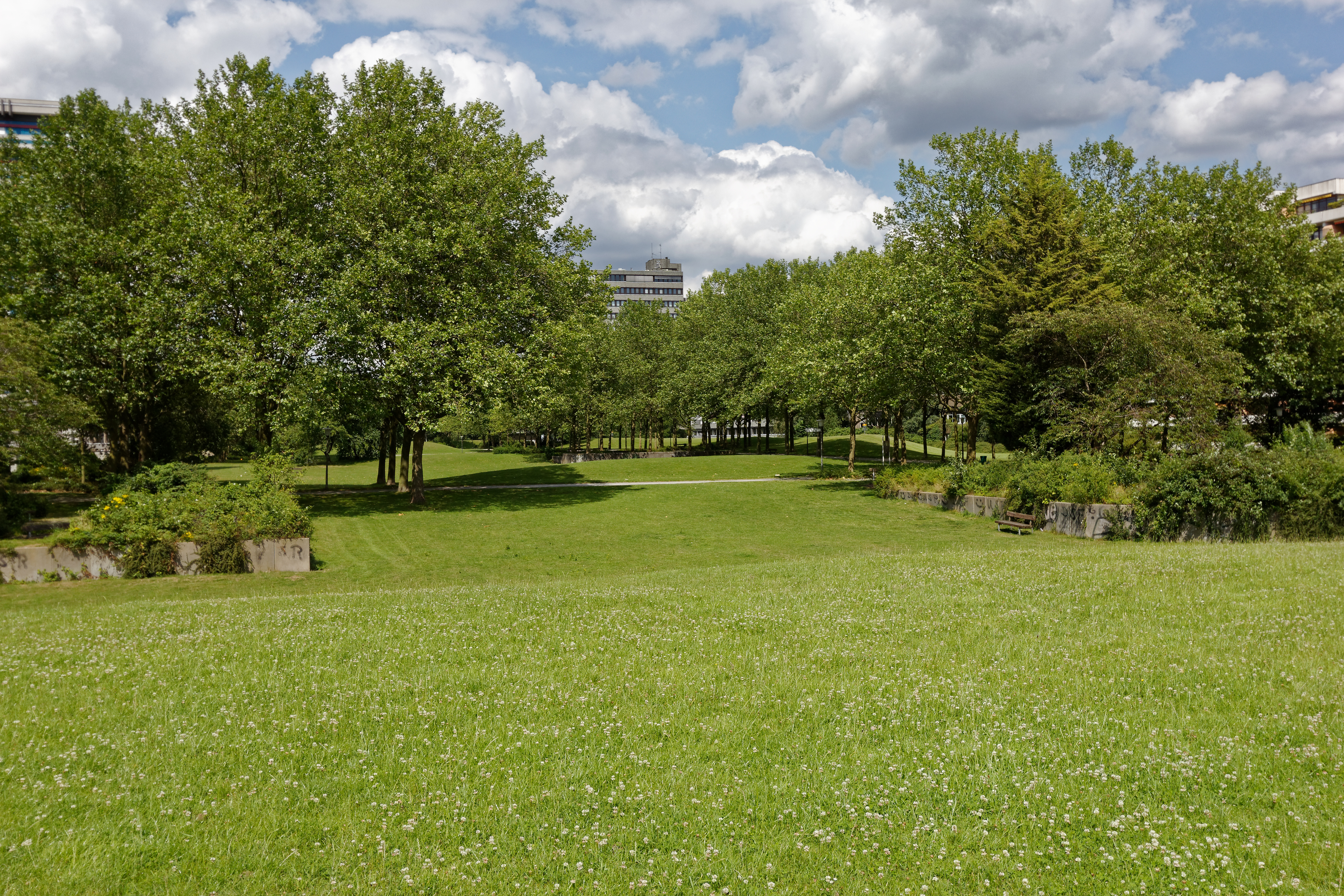
Mittlerer Teil
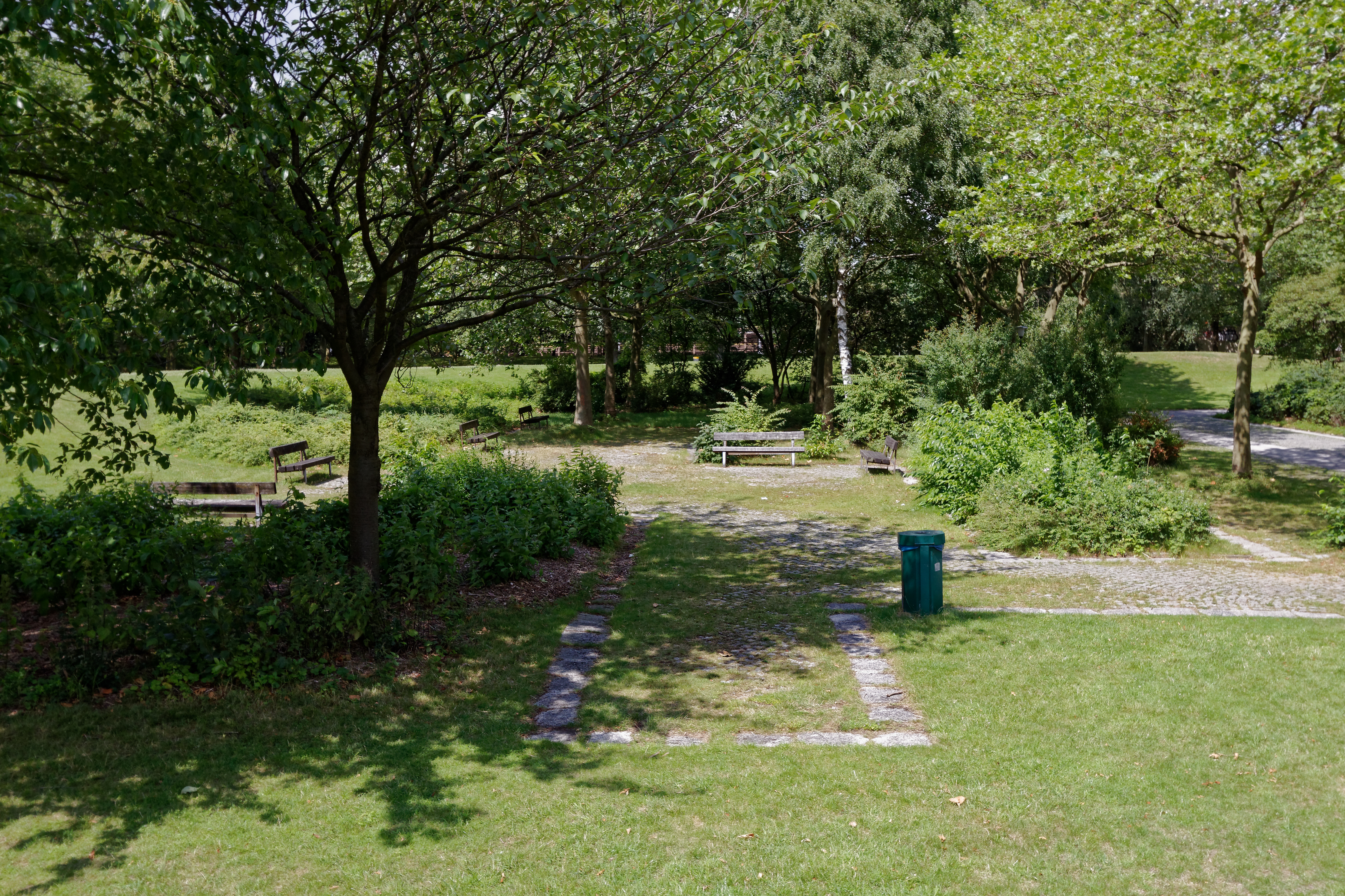
Sitzgruppen im nördlichen Teil
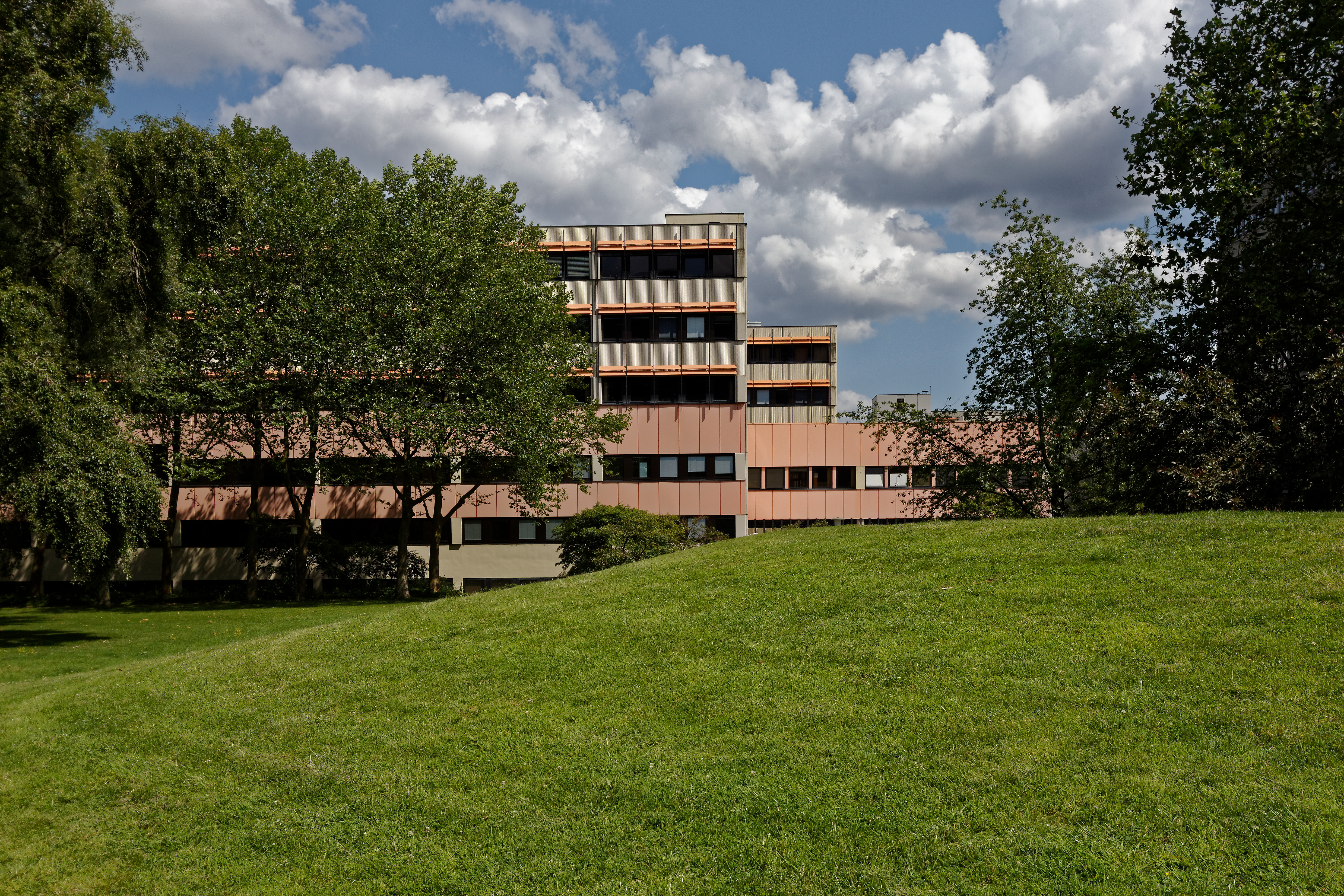
Bodenwall im nördlichen Teil